# Svetovni pokal v alpskem smučanju 2011
Svetovni pokal v alpskem smučanju 2011.

## Koledar

### Moški
| Datum         | Kraj          | Disc.                                 | Zmagovalec                                 | Drugi                                      | Tretji                                     | Poročilo                                   |                      |
| 24. oktober   | Sölden        | VS                                    | odpoved po 1. teku zaradi megle in vetra   | odpoved po 1. teku zaradi megle in vetra   | odpoved po 1. teku zaradi megle in vetra   | odpoved po 1. teku zaradi megle in vetra   |                      |
| 14. november  | Levi          | SL                                    | Jean-Baptiste Grange                       | André Myhrer                               | Ivica Kostelić                             | Arhivirano 2011-02-14 na Wayback Machine.  |                      |
| 27. november  | Lake Louise   | SM                                    | Michael Walchhofer                         | Mario Scheiber Aksel Lund Svindal          |                                            | Arhivirano 2011-02-14 na Wayback Machine.  |                      |
| 28. november  | Lake Louise   | SG                                    | Tobias Grünenfelder                        | Carlo Janka                                | Romed Baumann                              | Arhivirano 2011-02-14 na Wayback Machine.  |                      |
| 3. december   | Beaver Creek  | SM                                    | odpoved zaradi močnega vetra, prestavljeno | odpoved zaradi močnega vetra, prestavljeno | odpoved zaradi močnega vetra, prestavljeno | odpoved zaradi močnega vetra, prestavljeno |                      |
| 4. december   | Beaver Creek  | SG                                    | Georg Streitberger                         | Adrien Théaux                              | Didier Cuche                               | Arhivirano 2011-02-14 na Wayback Machine.  |                      |
| 5. december   | Beaver Creek  | VS                                    | Ted Ligety                                 | Kjetil Jansrud                             | Marcel Hirscher                            | Arhivirano 2011-02-14 na Wayback Machine.  |                      |
| 11. december  | Val-d'Isère   | VS                                    | Ted Ligety                                 | Aksel Lund Svindal                         | Massimiliano Blardone                      | Arhivirano 2011-02-14 na Wayback Machine.  |                      |
| 12. december  | Val-d'Isère   | SL                                    | Marcel Hirscher                            | Benjamin Raich                             | Steve Missillier                           | Arhivirano 2011-02-14 na Wayback Machine.  |                      |
| 17. december  | Val Gardena   | SG                                    | Michael Walchhofer                         | Stephan Keppler                            | Erik Guay                                  | Arhivirano 2011-02-14 na Wayback Machine.  |                      |
| 18. december  | Val Gardena   | SM                                    | Silvan Zurbriggen                          | Romed Baumann                              | Didier Cuche                               | Arhivirano 2011-02-14 na Wayback Machine.  |                      |
| 19. december  | Alta Badia    | VS                                    | Ted Ligety                                 | Cyprien Richard                            | Thomas Fanara                              | Arhivirano 2011-02-14 na Wayback Machine.  |                      |
| 29. december  | Bormio        | SM                                    | Michael Walchhofer                         | Silvan Zurbriggen                          | Christof Innerhofer                        | Arhivirano 2011-02-14 na Wayback Machine.  |                      |
| 2. januar     | München       | P                                     | Ivica Kostelić                             | Julien Lizeroux                            | Bode Miller                                | Arhivirano 2011-02-23 na Wayback Machine.  |                      |
| 6. januar     | Zagreb        | SL                                    | André Myhrer                               | Ivica Kostelić                             | Mattias Hargin                             | Arhivirano 2011-02-23 na Wayback Machine.  |                      |
| 8. januar     | Adelboden     | VS                                    | Cyprien Richard Aksel Lund Svindal         |                                            | Thomas Fanara                              | Arhivirano 2011-02-19 na Wayback Machine.  |                      |
| 9. januar     | Adelboden     | SL                                    | Ivica Kostelić                             | Marcel Hirscher                            | Reinfried Herbst                           | Arhivirano 2011-02-25 na Wayback Machine.  |                      |
| 14. januar    | Wengen        | KB                                    | Ivica Kostelić                             | Carlo Janka                                | Aksel Lund Svindal                         | Arhivirano 2011-02-19 na Wayback Machine.  |                      |
| 15. januar    | Wengen        | SM                                    | Klaus Kröll                                | Didier Cuche                               | Carlo Janka                                | Arhivirano 2011-02-19 na Wayback Machine.  |                      |
| 16. januar    | Wengen        | SL                                    | Ivica Kostelić                             | Marcel Hirscher                            | Jean-Baptiste Grange                       | Arhivirano 2011-02-23 na Wayback Machine.  |                      |
| 21. januar    | Kitzbühel     | SG                                    | Ivica Kostelić                             | Georg Streitberger                         | Aksel Lund Svindal                         | Arhivirano 2011-02-23 na Wayback Machine.  |                      |
| 22. januar    | Kitzbühel     | SM                                    | Didier Cuche                               | Bode Miller                                | Adrien Théaux                              | Arhivirano 2011-01-24 na Wayback Machine.  |                      |
| 23. januar    | Kitzbühel     | SL                                    | Jean-Baptiste Grange                       | Ivica Kostelić                             | Giuliano Razzoli                           | Arhivirano 2011-03-24 na Wayback Machine.  |                      |
| 23. januar    | Kitzbühel     | K                                     | Ivica Kostelić                             | Silvan Zurbriggen                          | Romed Baumann                              | Arhivirano 2011-02-25 na Wayback Machine.  |                      |
| 25. januar    | Schladming    | SL                                    | Jean-Baptiste Grange                       | André Myhrer                               | Mattias Hargin                             | Arhivirano 2011-02-27 na Wayback Machine.  |                      |
| 29. januar    | Chamonix      | SM                                    | Didier Cuche                               | Dominik Paris                              | Klaus Kröll                                | Arhivirano 2011-03-04 na Wayback Machine.  |                      |
| 30. januar    | Chamonix      | KB                                    | Ivica Kostelić                             | Natko Zrnčić-Dim                           | Aksel Lund Svindal                         | Arhivirano 2011-03-22 na Wayback Machine.  |                      |
| 5. februar    | Hinterstoder  | SG                                    | Hannes Reichelt                            | Benjamin Raich                             | Bode Miller                                | Arhivirano 2011-03-24 na Wayback Machine.  |                      |
| 6. februar    | Hinterstoder  | VS                                    | Philipp Schörghofer                        | Kjetil Jansrud                             | Carlo Janka                                | Arhivirano 2011-03-11 na Wayback Machine.  |                      |
| 8–20. februar | Garmisch      | Svetovno prvenstvo v alpskem smučanju | Svetovno prvenstvo v alpskem smučanju      | Svetovno prvenstvo v alpskem smučanju      | Svetovno prvenstvo v alpskem smučanju      | Svetovno prvenstvo v alpskem smučanju      |                      |
| 26. februar   | Bansko        | KB                                    | Christof Innerhofer                        | Felix Neureuther                           | Thomas Mermillod Blondin                   | Arhivirano 2011-03-26 na Wayback Machine.  |                      |
| 27. februar   | Bansko        | SL                                    | Mario Matt                                 | Reinfried Herbst                           | Jean-Baptiste Grange                       | Arhivirano 2011-03-02 na Wayback Machine.  |                      |
| 5. marec      | Kranjska Gora | VS                                    | Carlo Janka                                | Alexis Pinturault                          | Ted Ligety                                 | Arhivirano 2011-03-24 na Wayback Machine.  |                      |
| 6. marec      | Kranjska Gora | SL                                    | Mario Matt                                 | Nolan Kasper Axel Bäck                     |                                            | Arhivirano 2011-03-09 na Wayback Machine.  |                      |
| 11. marec     | Kvitfjell     | SM                                    | Beat Feuz                                  | Erik Guay                                  | Michael Walchhofer                         | Arhivirano 2011-03-14 na Wayback Machine.  |                      |
| 12. marec     | Kvitfjell     | SM                                    | Michael Walchhofer                         | Klaus Kröll                                | Beat Feuz                                  | Arhivirano 2011-03-15 na Wayback Machine.  |                      |
| 13. marec     | Kvitfjell     | SG                                    | Didier Cuche                               | Klaus Kröll                                | Joachim Puchner                            | Arhivirano 2011-03-15 na Wayback Machine.  |                      |
| 16. marec     | Lenzerheide   | SM                                    | Adrien Théaux                              | Joachim Puchner                            | Aksel Lund Svindal                         | Arhivirano 2012-05-25 at Archive.is        |                      |
| 17. marec     | Lenzerheide   | SG                                    | odpoved zaradi dežja                       | odpoved zaradi dežja                       | odpoved zaradi dežja                       | odpoved zaradi dežja                       | odpoved zaradi dežja |
| 18. marec     | Lenzerheide   | VS                                    | odpoved zaradi dežja                       | odpoved zaradi dežja                       | odpoved zaradi dežja                       | odpoved zaradi dežja                       | odpoved zaradi dežja |
| 19. marec     | Lenzerheide   | SL                                    | Giuliano Razzoli                           | Mario Matt                                 | Felix Neureuther                           | Arhivirano 2011-03-20 na Wayback Machine.  |                      |

### Ženske
| Datum         | Kraj            | Disc.                                 | Zmagovalka                                    | Druga                                         | Tretja                                        | Poročilo                                      |                      |
| 23. oktober   | Sölden          | VS                                    | Viktoria Rebensburg                           | Kathrin Hölzl                                 | Manuela Mölgg                                 | Arhivirano 2011-02-14 na Wayback Machine.     |                      |
| 13. november  | Levi            | SL                                    | Marlies Schild                                | Maria Riesch                                  | Tanja Poutiainen                              | Arhivirano 2011-02-14 na Wayback Machine.     |                      |
| 27. november  | Aspen           | VS                                    | Tessa Worley                                  | Viktoria Rebensburg                           | Kathrin Hölzl                                 | Arhivirano 2011-02-14 na Wayback Machine.     |                      |
| 28. november  | Aspen           | SL                                    | Maria Pietilä Holmner                         | Maria Riesch                                  | Tanja Poutiainen                              | Arhivirano 2011-02-14 na Wayback Machine.     |                      |
| 3. december   | Lake Louise     | SM                                    | Maria Riesch                                  | Lindsey Vonn                                  | Elisabeth Görgl                               | Arhivirano 2011-02-14 na Wayback Machine.     |                      |
| 4. december   | Lake Louise     | SM                                    | Maria Riesch                                  | Lindsey Vonn                                  | Dominique Gisin                               | Arhivirano 2011-02-14 na Wayback Machine.     |                      |
| 5. december   | Lake Louise     | SG                                    | Lindsey Vonn                                  | Maria Riesch                                  | Julia Mancuso                                 | Arhivirano 2011-02-14 na Wayback Machine.     |                      |
| 11. december  | St. Moritz      | SG                                    | odpovedana sredi 1. vožnje, prestavljena      | odpovedana sredi 1. vožnje, prestavljena      | odpovedana sredi 1. vožnje, prestavljena      | odpovedana sredi 1. vožnje, prestavljena      |                      |
| 12. december  | St. Moritz      | VS                                    | Tessa Worley                                  | Tanja Poutiainen                              | Tina Maze                                     | Arhivirano 2011-02-14 na Wayback Machine.     |                      |
| 17. december  | Val-d'Isère     | SG                                    | odpoved zaradi močnega snežena, prestavljeno  | odpoved zaradi močnega snežena, prestavljeno  | odpoved zaradi močnega snežena, prestavljeno  | odpoved zaradi močnega snežena, prestavljeno  |                      |
| 18. december  | Val-d'Isère     | SM                                    | Lindsey Vonn                                  | Nadja Kamer                                   | Lara Gut                                      | Arhivirano 2011-02-14 na Wayback Machine.     |                      |
| 19. december  | Val-d'Isère     | KB                                    | Lindsey Vonn                                  | Elisabeth Görgl                               | Nicole Hosp                                   | Arhivirano 2011-02-14 na Wayback Machine.     |                      |
| 21. december  | Courchevel      | SL                                    | Marlies Schild                                | Tanja Poutiainen                              | Tina Maze                                     | Arhivirano 2011-02-14 na Wayback Machine.     |                      |
| 28. december  | Semmering       | VS                                    | Tessa Worley                                  | Maria Riesch                                  | Kathrin Hölzl                                 | Arhivirano 2011-02-14 na Wayback Machine.     |                      |
| 29. december  | Semmering       | SL                                    | Marlies Schild                                | Maria Riesch                                  | Christina Geiger                              | Arhivirano 2011-02-14 na Wayback Machine.     |                      |
| 2. januar     | München         | P                                     | Maria Pietilä Holmner                         | Tina Maze                                     | Elisabeth Görgl                               | Arhivirano 2011-01-04 na Wayback Machine.     |                      |
| 4. januar     | Zagreb          | SL                                    | Marlies Schild                                | Maria Riesch                                  | Manuela Mölgg                                 | Arhivirano 2011-02-22 na Wayback Machine.     |                      |
| 8. januar     | Zauchensee      | SM                                    | Lindsey Vonn                                  | Anja Pärson                                   | Anna Fenninger                                | Arhivirano 2011-02-23 na Wayback Machine.     |                      |
| 9. januar     | Zauchensee      | SG                                    | Lara Gut                                      | Lindsey Vonn                                  | Dominique Gisin                               | Arhivirano 2011-02-23 na Wayback Machine.     |                      |
| 11. januar    | Flachau         | SL                                    | Maria Riesch Tanja Poutiainen                 |                                               | Nastasia Noens                                | Arhivirano 2011-02-19 na Wayback Machine.     |                      |
| 15. januar    | Maribor         | VS                                    | odpoved v 1. vožnji zaradi visokih temperatur | odpoved v 1. vožnji zaradi visokih temperatur | odpoved v 1. vožnji zaradi visokih temperatur | odpoved v 1. vožnji zaradi visokih temperatur |                      |
| 16. januar    | Maribor         | SL                                    | odpoved zaradi visokih temperatur             | odpoved zaradi visokih temperatur             | odpoved zaradi visokih temperatur             | odpoved zaradi visokih temperatur             |                      |
| 21. januar    | Cortina         | SG                                    | Lindsey Vonn                                  | Anja Pärson                                   | Anna Fenninger                                | Arhivirano 2011-02-19 na Wayback Machine.     |                      |
| 22. januar    | Cortina         | SM                                    | Maria Riesch                                  | Julia Mancuso                                 | Lindsey Vonn                                  | Arhivirano 2011-02-25 na Wayback Machine.     |                      |
| 23. januar    | Cortina         | SG                                    | Lindsey Vonn                                  | Maria Riesch                                  | Lara Gut                                      | Arhivirano 2011-02-28 na Wayback Machine.     |                      |
| 29. januar    | Sestriere       | SM                                    | odpoved zaradi megle, prestavljeno            | odpoved zaradi megle, prestavljeno            | odpoved zaradi megle, prestavljeno            | odpoved zaradi megle, prestavljeno            |                      |
| 30. januar<   | Sestriere       | SM                                    | odpoved zaradi močnega sneženja               | odpoved zaradi močnega sneženja               | odpoved zaradi močnega sneženja               | odpoved zaradi močnega sneženja               |                      |
| 31. januar    | Sestriere       |                                       |                                               |                                               |                                               |                                               |                      |
| 4. februar    | Arber-Zwiesel   | SL                                    | Marlies Schild                                | Veronika Zuzulová                             | Tanja Poutiainen                              | Arhivirano 2011-02-26 na Wayback Machine.     |                      |
| 5. februar    | Arber-Zwiesel   | VS                                    | odpoved zaradi močnega vetra, predstavljeno   | odpoved zaradi močnega vetra, predstavljeno   | odpoved zaradi močnega vetra, predstavljeno   | odpoved zaradi močnega vetra, predstavljeno   |                      |
| 6. februar    | Arber-Zwiesel   | VS                                    | Viktoria Rebensburg                           | Federica Brignone                             | Kathrin Zettel                                | Arhivirano 2011-03-04 na Wayback Machine.     |                      |
| 8–20. februar | Garmisch        | Svetovno prvenstvo v alpskem smučanju | Svetovno prvenstvo v alpskem smučanju         | Svetovno prvenstvo v alpskem smučanju         | Svetovno prvenstvo v alpskem smučanju         | Svetovno prvenstvo v alpskem smučanju         |                      |
| 25. februar   | Åre             | KB                                    | Maria Riesch                                  | Tina Maze                                     | Elisabeth Görgl                               | Arhivirano 2011-04-01 na Wayback Machine.     |                      |
| 26. februar   | Åre             | SM                                    | Lindsey Vonn                                  | Tina Maze                                     | Maria Riesch                                  | Arhivirano 2011-04-01 na Wayback Machine.     |                      |
| 27. februar   | Åre             | SG                                    | Maria Riesch                                  | Lindsey Vonn                                  | Julia Mancuso                                 | Arhivirano 2011-03-02 na Wayback Machine.     |                      |
| 4. marec      | Tarvisio        | KB                                    | Tina Maze                                     | Lindsey Vonn                                  | Maria Riesch                                  | Arhivirano 2011-03-07 na Wayback Machine.     |                      |
| 5. marec      | Tarvisio        | SM                                    | Anja Pärson                                   | Lindsey Vonn                                  | Elisabeth Görgl                               | Arhivirano 2011-03-09 na Wayback Machine.     |                      |
| 6. marec      | Tarvisio        | SG                                    | Lindsey Vonn                                  | Julia Mancuso                                 | Maria Riesch                                  | Arhivirano 2011-03-09 na Wayback Machine.     |                      |
| 11. marec     | Špindlerův Mlýn | VS                                    | Viktoria Rebensburg                           | Denise Karbon                                 | Lindsey Vonn                                  | Arhivirano 2011-03-15 na Wayback Machine.     |                      |
| 12. marec     | Špindlerův Mlýn | SL                                    | Marlies Schild                                | Kathrin Zettel                                | Tina Maze                                     | Arhivirano 2011-03-15 na Wayback Machine.     |                      |
| 16. marec     | Lenzerheide     | SM                                    | Julia Mancuso                                 | Lara Gut                                      | Elisabeth Görgl                               | Arhivirano 2011-03-19 na Wayback Machine.     |                      |
| 17. marec     | Lenzerheide     | SG                                    | odpoved zaradi dežja                          | odpoved zaradi dežja                          | odpoved zaradi dežja                          | odpoved zaradi dežja                          | odpoved zaradi dežja |
| 18. marec     | Lenzerheide     | SL                                    | Tina Maze                                     | Marlies Schild                                | Veronika Zuzulová                             | Arhivirano 2011-03-20 na Wayback Machine.     |                      |
| 19. marec     | Lenzerheide     | VS                                    | odpoved zaradi megle                          | odpoved zaradi megle                          | odpoved zaradi megle                          | odpoved zaradi megle                          | odpoved zaradi megle |

## Moški v skupnem seštevku

### Skupno
| Poz | Tekmovalec         | Točk |
| --- | ------------------ | ---- |
| 1.  | Ivica Kostelić     | 1356 |
| 2.  | Didier Cuche       | 956  |
| 3.  | Carlo Janka        | 793  |
| 4.  | Aksel Lund Svindal | 789  |
| 5.  | Michael Walchhofer | 727  |

### Smuk
| Poz | Tekmovalec         | Točk |
| --- | ------------------ | ---- |
| 1.  | Didier Cuche       | 510  |
| 2.  | Michael Walchhofer | 498  |
| 3.  | Klaus Kröll        | 411  |
| 4.  | Silvan Zurbriggen  | 305  |
| 5.  | Romed Baumann      | 269  |

### Superveleslalom
| Poz | Tekmovalec         | Točk |
| --- | ------------------ | ---- |
| 1.  | Didier Cuche       | 291  |
| 2.  | Georg Streitberger | 227  |
| 3.  | Ivica Kostelić     | 223  |
| 4.  | Michael Walchhofer | 214  |
| 5.  | Hannes Reichelt    | 207  |

### Veleslalom
| Poz | Tekmovalec         | Točk |
| --- | ------------------ | ---- |
| 1.  | Ted Ligety         | 383  |
| 2.  | Aksel Lund Svindal | 306  |
| 3.  | Cyprien Richard    | 303  |
| 4.  | Kjetil Jansrud     | 240  |
| 5.  | Carlo Janka        | 235  |

### Slalom
| Poz | Tekmovalec           | Točk |
| --- | -------------------- | ---- |
| 1.  | Ivica Kostelić       | 478  |
| 2.  | Jean-Baptiste Grange | 442  |
| 3.  | André Myhrer         | 423  |
| 4.  | Mario Matt           | 407  |
| 5.  | Marcel Hirscher      | 326  |

### Kombinacija
| Poz | Tekmovalec          | Točk |
| --- | ------------------- | ---- |
| 1.  | Ivica Kostelić      | 345  |
| 2.  | Christof Innerhofer | 219  |
| 3.  | Kjetil Jansrud      | 145  |
| 4.  | Silvan Zurbriggen   | 143  |
| 5.  | Aksel Lund Svindal  | 120  |

## Ženske v skupnem seštevku

### Skupno
| Poz | Tekmovalec      | Točk |
| --- | --------------- | ---- |
| 1.  | Maria Riesch    | 1728 |
| 2.  | Lindsey Vonn    | 1725 |
| 3.  | Tina Maze       | 1139 |
| 4.  | Elisabeth Görgl | 992  |
| 5.  | Julia Mancuso   | 976  |

### Smuk
| Poz | Tekmovalec      | Točk |
| --- | --------------- | ---- |
| 1.  | Lindsey Vonn    | 650  |
| 2.  | Maria Riesch    | 457  |
| 3.  | Julia Mancuso   | 367  |
| 4.  | Elisabeth Görgl | 333  |
| 5.  | Anja Pärson     | 295  |

### Superveleslalom
| Poz | Tekmovalec    | Točk |
| --- | ------------- | ---- |
| 1.  | Lindsey Vonn  | 560  |
| 2.  | Maria Riesch  | 389  |
| 3.  | Julia Mancuso | 315  |
| 4.  | Lara Gut      | 272  |
| 5.  | Anja Pärson   | 182  |

### Veleslalom
| Poz | Tekmovalec          | Točk |
| --- | ------------------- | ---- |
| 1.  | Viktoria Rebensburg | 435  |
| 2.  | Tessa Worley        | 358  |
| 3.  | Tanja Poutiainen    | 240  |
| 4.  | Elisabeth Görgl     | 236  |
| 5.  | Federica Brignone   | 212  |

### Slalom
| Poz | Tekmovalec            | Točk |
| --- | --------------------- | ---- |
| 1.  | Marlies Schild        | 680  |
| 2.  | Tanja Poutiainen      | 511  |
| 3.  | Maria Riesch          | 470  |
| 4.  | Maria Pietilä Holmner | 382  |
| 5.  | Veronika Zuzulová     | 362  |

### Kombinacija
| Poz | Tekmovalec      | Točk |
| --- | --------------- | ---- |
| 1.  | Lindsey Vonn    | 220  |
| 2.  | Tina Maze       | 212  |
| 3.  | Maria Riesch    | 205  |
| 4.  | Elisabeth Görgl | 185  |
| 5.  | Nicole Hosp     | 112  |

## Pokal narodov

### Skupno
| Poz. | Država   | Točk  |
| ---- | -------- | ----- |
| 1.   | Avstrija | 10404 |
| 2.   | Švica    | 6376  |
| 3.   | Italija  | 5168  |
| 4.   | Francija | 4999  |
| 5.   | ZDA      | 4931  |

### Moški
| Poz. | Država   | Točk |
| ---- | -------- | ---- |
| 1.   | Avstrija | 5684 |
| 2.   | Švica    | 4164 |
| 3.   | Italija  | 3036 |
| 4.   | Francija | 3006 |
| 5.   | Švedska  | 1648 |

### Ženske
| Poz. | Država   | Točk |
| ---- | -------- | ---- |
| 1.   | Avstrija | 4720 |
| 2.   | Nemčija  | 3480 |
| 3.   | ZDA      | 3436 |
| 4.   | Švica    | 2212 |
| 5.   | Italija  | 2132 |